# Swansea City Association Football Club
El Swansea City Association Football Club (en galés Clwb Pêl-droed Dinas Abertawe) es un club de fútbol de Gales de la ciudad de Swansea. Fue fundado en 1912 y juega en la English Football League Championship, la segunda división de Inglaterra.
Fundado en 1912 como Swansea Town AFC adoptó en 1969, tras obtener Swansea el estatus de ciudad, su actual denominación. Se unió a la Football League en 1921 y es miembro desde entonces. Entre 1981 y 1983 jugó en la First Division (máxima categoría del fútbol inglés antes de la creación de la Premier League) finalizando sexto en su primera temporada. En la temporada 2010/11 consiguió el ascenso a la Premier League, siendo el primer club de Gales que disputó esta competición desde su fundación en 1992.
Junto con el Cardiff City F.C. y el Wrexham A.F.C., es considerado uno de los tres grandes clubes del fútbol del país. Dado que en 1921 la liga nacional de Gales, que carecía en cantidad de equipos competitivos, se integró al sistema de ligas del fútbol inglés al unirse directamente a la Southern Football League (que actualmente supone la séptima y octava categorías), la Asociación de Fútbol de Gales careció de una liga propia entre 1921 y 1992 y por este motivo los tres grandes equipos han competido en torneos de liga fuera del país desde aquella fecha, al no integrarse a la Premier League de Gales con su creación en 1992 y siendo excluidos de competir en la Copa de Gales, torneo que integró hasta 1995 integró tanto a los clubes que competían en gales como a los clubes galeses compitiendo en Inglaterra, y que tiene como máximos campeones a los tres clubes más importantes, aunque Cardiff City con 22 y Wrexham con 23 posean más del doble de títulos en dicha competencia que Swansea con 10.
En la temporada 2012/13 logra su gran campaña con Michael Laudrup como entrenador, consiguiendo conquistar la Copa de la Liga de Inglaterra al vencer en la final 5-0 al Bradford City, que militaba en la Football League Two, cuarta división de Inglaterra. Esto representó el primer título del Swansea en la máxima categoría del fútbol de Inglaterra y el segundo de un club galés en competiciones inglesas, ya que el Cardiff City había ganado la FA Cup en 1927. Además, gracias a este logró, el Swansea logró clasificarse por primera vez en su historia a una competición internacional, la UEFA Europa League 2013/14, competición en la que debutó triunfando y eliminando primero al Malmö FF de Suecia y luego al Petrolul Ploiesti de Rumania en fases previas, para llegar a fase de grupos donde perdió frente al Valencia CF en Mestalla,  con tantos de Wilfried Bony, Michu y Jonathan de Guzmán. Luego de una temporada Premier League 2017-18 se consumó su descenso en su derrota por 1-2 frente al Stoke City a la Football League Championship cortando con una racha de 7 años consecutivos participando de la Premier League.

## Historia
En el verano de 1912 se funda en Swansea el Swansea Town Association Football Club. El área de Swansea ya había tenido otros equipos, como el Swansea Villa, pero habían fracasado porque era una zona con una gran tradición por el rugby más que el fútbol. Al igual que muchos otros clubes de Gales, Swansea se unió a ligas regionales de Inglaterra en lugar de competir en una liga local, en este caso yendo a la Southern Football League. El club alquiló un campo para jugar al fútbol, el Vetch Field. El 7 de septiembre de 1912 se disputa el primer partido profesional contra el Cardiff City con el resultado de empate a uno. Esa temporada el Swansea se hizo con la Welsh Cup. En la temporada 1914/15 el Blackburn Rovers, campeón de Inglaterra, visitó el Vetch Field para un partido de la FA Cup. El Swansea batió a los ingleses por 1-0 con un gol de Ben Beynon. En la siguiente ronda fue eliminado por el Newcastle United tras un replay.
Tras la Primera Guerra Mundial muchos clubes abandonaron la Southern FL y el Swansea consiguió el ascenso a la First Division. Tras cuatro temporadas el Swansea se convirtió en uno de los fundadores de la Football League Third Division en 1920.
Tras varias temporadas en el grupo sur de la Third Division el Swansea consiguió el ascenso a la Football League Second Division en 1925. La siguiente temporada el Swansea Town consiguió llegar a las semifinales de la FA Cup tras eliminar entre otros al Stoke City o al Arsenal FC para caer contra el Bolton Wanderers en White Hart Lane.
Al reanudarse de nuevo las competiciones tras la Segunda Guerra Mundial el Swansea pierde la categoría y cae de nuevo a la Third Division. Regresan en la temporada 1948/49 como campeones del grupo sur. Tras el ascenso el Swansea permaneció 15 años seguidos en el segundo escalón del fútbol inglés. En 1964 el club alcanza de nuevo las semifinales de la FA Cup, eliminando al Liverpool FC en Anfield y siendo apeado por el Preston North End en semifinales en un partido disputado en el Villa Park. En la temporada 1964/65 el Swansea desciende a Third Division y dos temporadas después desciende otra vez, a Fourth Division. En 1969 el club cambia su nombre a Swansea City Football Club y en la temporada 1969/70 asciende a Third Division. Tras tres malas temporadas en 1973 regresa a Fourth Division y en 1974 estuvo a punto de perder su estatus en la Football League. En la temporada 1977/78, tras un mal arranque de temporada, Harry Griffiths renuncia como técnico y aterriza en el club John Benjamin Toshack. Toshack, con sólo 28 años, se convierte en el entrenador más joven en la historia de la Football League.
Con John Benjamin Toshack en el banquillo el Swansea regresa a Third Division en 1978 y asciende en 1979 a Second Division. Tras una temporada de consolidación en la categoría el Swansea City luchó en la temporada 1980/81 por el ascenso a la Football League First Division. El 2 de mayo de 1981 viaja a Preston, una victoria daba al club su primer ascenso a la élite del fútbol inglés. El 1-3 contra el Preston North End aseguró el histórico ascenso. Suponía el tercer ascenso en cuatro años de un club que había pasado de luchar por evitar el descenso de la Football League a codearse con los mejores equipos del país.
El primer partido del Swansea City en First Division fue contra el Leeds United que acabó con una victoria galesa por 5-1, con triplete de Bob Latchford. Con victorias sobre el Arsenal FC, Manchester United o Liverpool FC los swans llegaron a liderar la tabla en varias ocasiones. Sin embargo, una serie de lesiones de sus jugadores más importantes supusieron que el equipo consiguiera "sólo" la sexta plaza. La temporada siguiente, una crisis económica y el no saber moverse en el mercado de fichajes llevaron al club de nuevo a Second Division. Tras otro descenso en 1984 Toshack fue despedido. En el año 1985 el club estuvo al borde de la desaparición, de la que se salvó gracias al empresario local Doug Sharpe. En 1986 el Swansea caía a Fourth Division.
Los años siguientes el club recuperó poco a poco el terreno perdido en lo deportivo. Volviendo en el año 1988 a la Third Division (que en 1992 pasó a denominarse Second Division). En 2001 el club cae al cuarto escalón del fútbol inglés y regresan los problemas. En 2003 el club estuvo cerca de perder su estatus en la Football League, salvándose con un 21er puesto en liga. En 2005 asciende a la Football League One y se inaugura el nuevo estadio del club, el Liberty Stadium. En 2008 asciende a la Football League Championship. En la temporada 2010/11 el Swansea City participa en su primer play-off de ascenso a la Premier League. En semifinales elimina al Nottingham Forest y en la final, contra el Reading FC en Wembley, consigue el ascenso a la Premier tras una gran victoria por 4-2.
En la temporada 2011/12 el Swansea se convirtió en el primer equipo galés en jugar en la Premier League. Su primer partido fue contra el Manchester City en el Etihad Stadium, que ganó al Swansea por 4-0. Después de este partido el Swansea no pasó ninguna jornada en los puestos de descenso. Durante la temporada Swansea ganó al Arsenal por 3-2 el 15 de enero de 2012, y al Manchester City por 1-0 el 11 de marzo de 2012, resultado significativo porque el Manchester City perdió su posición como líder de la Premier League por primera vez esa temporada.
El Swansea City hace historia en la temporada 2012/13 al conquistar la Copa de la Liga de Inglaterra. Este título, primero de gran categoría para el club también fue el primer campeonato para un equipo gales en esta copa ya que el Cardiff City había logrado la hazaña pero en la FA Cup. Venció en la final al conjunto de cuarta división Bradford City con un contundente 5-0 demostrando la diferencia en categoría y dejando en rondas anteriores a equipos como Chelsea y Liverpool. Así el Swansea City consiguió su primera participación en copas europeas clasificándose a la tercera ronda de la Europa League 2013-14.

## Presidencia
| Cargo                | Nombre                                                                      |
| Presidente           | Huw Jenkins                                                                 |
| Vicepresidente       | Leigh Dineen                                                                |
| Directores           | David Morgan Brian Katzen Gwilym Joseph Martin Morgan Huw Cooze Steve Penny |
| Directores asociados | John van Zweden Will Morris                                                 |

## Escudo
El primer escudo que apareció en las camisetas fue el escudo de armas de la ciudad de Swansea en el año 1922 rodeado por el nombre del equipo, Swansea Town A.F.C..
En el año 1970, con el cambio de nombre del equipo a Swansea City F.C., desapareció el escudo de armas y fue reemplazado por un simple cisne negro que se mantuvo hasta 1973 cuando se cambió por el Dragón galés. En 1975 aparece un nuevo escudo, consistente en un cisne negro rodeado por un círculo y con el nombre del equipo.
En 1984 se adopta un nuevo escudo, con el castillo que aparece en el escudo de armas de Swansea y sobre este un cisne con las alas abiertas. En 1992 se introducen algunos cambios. El cisne pasa a ser blanco y el fondo de color azul y negro. En 1995 las alas del cisne pasan a ser negras.
En 1998 aparece el escudo actual, un elegante diseño abstracto que representa un cisne y el nombre del equipo (ahora Swansea City AFC.) bajo él.

## Uniforme
- Uniforme titular: Camiseta blanca, pantalón blanco, medias blancas.
- Uniforme alternativo: Camiseta negra, pantalón negro, medias negras.

### Titular
- Esta es la evolución del uniforme del Swansea City desde su fundación hasta la actualidad.[9]

| 1913 - 1935 | 1935 - 1936 | 1936 - 1955 | 1955 - 1956 | 1956 - 1958 | 1958 - 1960 | 1960 - 1963 |

| 1972 - 1973 | 1988 | 1990 | 2010 - 2011 | 2011 - 2012 | 2012 - 2013 | 2013 - 2014 |

| 2014 - 2015 | 2015 - 2016 | 2016 - 2017 | 2017 - 2018 | 2018 - 2019 |

| 2019 - 2020 |

### Patrocinio
- Esta es la cronología de las marcas y patrocinadores de la indumentaria del club.[9]

| Período     | Proveedor          |
| ----------- | ------------------ |
| 1975 - 1979 | Bukta              |
| 1979 - 1981 | Adidas             |
| 1981 - 1984 | Patrick            |
| 1984 - 1985 | Hummel             |
| 1986 - 1989 | Admiral Sportswear |
| 1989 - 1992 | Spall Sports       |
| 1992 - 1995 | Matchwinner        |
| 1995 - 1997 | Le Coq Sportif     |
| 1997 - 2000 | New Balance        |
| 2000 - 2005 | Bergoni            |
| 2005 - 2008 | Macron             |
| 2008 - 2011 | Umbro              |
| 2011 - 2016 | Adidas             |
| 2016 - Act. | Joma               |

| Período     | Patrocinador             |
| ----------- | ------------------------ |
| 1984 - 1991 | Diversified Products     |
| 1992 - 1993 | ACTION                   |
| 1993 - 1996 | Gulf Oil                 |
| 1996 - 1977 | South Wales Evening Post |
| 1997 - 1999 | Silver Shield            |
| 1999 - 2000 | M&B Bikes                |
| 2000 - 2001 | Stretchout               |
| 2001 - 2004 | The Travel House         |
| 2004 - 2005 | RE/MAX                   |
| 2005 - 2007 | The Travel House         |
| 2007 - 2009 | swansea.com              |
| 2009 - 2016 | 32red.com                |
| 2016 - 2017 | BetEast                  |
| 2017 - 2018 | Letou                    |
| 2018 - Act. | Betuk.com                |

## Estadio

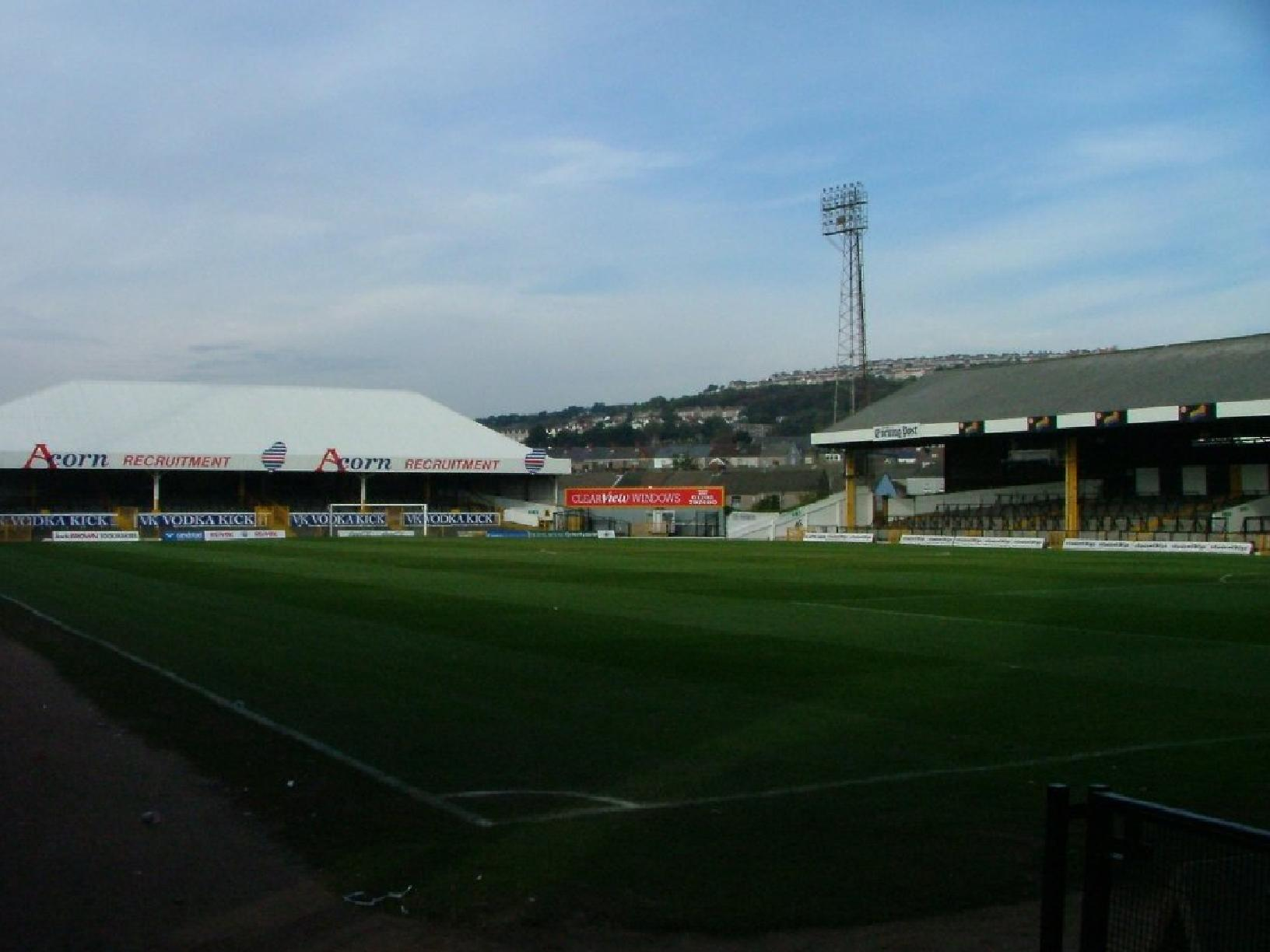
El Swansea jugó en Vetch Field durante 93 años.

El Swansea City jugó desde su fundación hasta 2005 en el Vetch Field. El campo, que en su última temporada tenía una capacidad para 11.475 espectadores, se encontraba situado en Glamorgan Street.
El 10 de julio de 2005 se inauguró el Liberty Stadium, un nuevo estadio con capacidad para 20.532 espectadores. En un principio el nombre del estadio fue White Rock Stadium, pero en octubre de 2005 el Swansea vendió el naming del estadio a la empresa Liberty Properties Plc. El primer partido, amistoso, se jugó el 23 de julio de 2005 contra el Fulham FC (empate a uno).
El estadio es también el hogar del Ospreys Rugby. El primer lleno en el estadio se produjo en un partido entre el Ospreys y Australia. También ha acogido dos partidos de la Selección de fútbol de Gales, contra Georgia y Suecia.

## Rivalidades
El principal rival del Swansea City es el Cardiff City. Ambos se enfrentan en el Derbi del Sur de Gales. El primer partido oficial entre ambos se jugó en 1912 con el resultado de empate a 1 en Swansea. La rivalidad se acrecentó con el paso de los años, ya que no solo se veían las caras en liga sino también en las competiciones de Gales.
El Swansea City también mantiene una gran rivalidad con los dos equipos de la ciudad fronteriza de Bristol en Inglaterra, el Bristol City y el Bristol Rovers.

## Datos del club

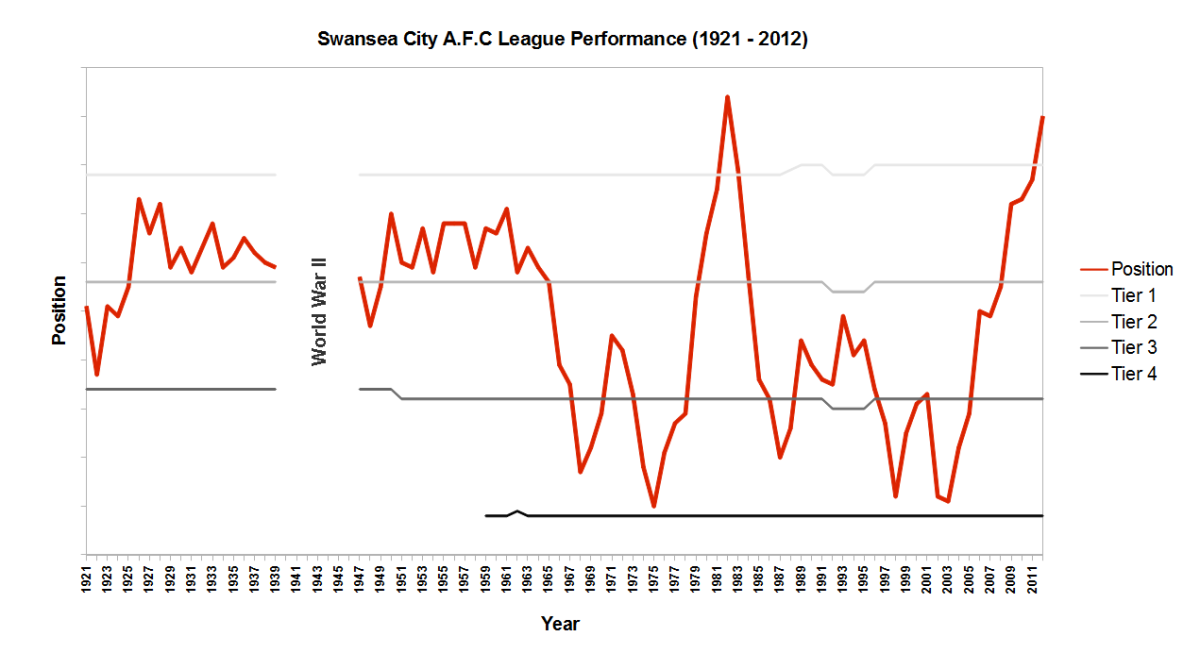
Evolución histórica del Swansea.

- Temporadas en First Division (hasta 1992)[10] y Premier League:[10] 3 (Incluyendo la 2013/14).

- Temporadas en Second División (hasta 1992),[10] First División (hasta 2004)[10] y Championship:[10] 36

- Temporadas en Third División (hasta 1992),[10] Second División (hasta 2004)[10] y League One:[10] 25

- Temporadas en Fourth División (hasta 1992),[10] Third División (hasta 2004)[10] y League Two:[10] 18

- Mayor goleada conseguida: .
  - En campeonatos nacionales: Swansea City 8 - Hartlepool United 0 (Temporada 1977/78).
  - En torneos internacionales: Swansea City 12 - Sliema Wanderers  0 (Recopa de Europa 1982/83).

- Mayor goleada encajada: .
  - En campeonatos nacionales: Liverpool FC 8 - Swansea City 0 (FA Cup 1989/90).
  - En torneos internacionales: AS Monaco 8 - Swansea City 0 (Recopa de Europa 1991/92).

- Mejor puesto en la liga: 6.º en la temporada 1981/82.
- Peor puesto en la liga: 21.º en la temporada 1982/83.
- Mayor cantidad de puntos conseguidos: 92 en la temporada 2007/08.
- Jugador con más partidos disputados: Roger Freestone, 699 (1989-2004).
- Jugador con más goles anotados Ivor Allchurch, 146 (1950–1958 1965–1968).
- Mayor afluencia de público: 32.786 el 17 de febrero de 1968 contra el Arsenal FC, 5.ª ronda de la FA Cup.

## Jugadores

### Dorsales retirados
- 40 - Besian Idrizaj por homenaje póstumo.

## Entrenadores

### Cronología de los entrenadores
| Nombre                | Llegada                  | Marcha                   | Total | Gan. | Per. | Emp | Gan. % |
| Walter Whittaker      | 1 de agosto de 1912      | 31 de mayo de 1914       | 2     | 1    | 1    | 0   | 50.00% |
| Sin entrenador        | 1 de junio de 1915       | 31 de julio de 1919      |       |      |      |     |        |
| Joe Bradshaw          | 1 de agosto de 1919      | 1 de mayo de 1926        | 271   | 128  | 71   | 72  | 47.23% |
| Sin entrenador        | 2 de mayo de 1926        | 31 de enero de 1927      |       |      |      |     |        |
| James Thomson         | 1 de febrero de 1927     | 31 de mayo de 1931       | 193   | 63   | 84   | 46  | 32.64% |
| Sin entrenador        | 1 de junio de 1931       | 30 de junio de 1934      |       |      |      |     |        |
| Neil Harris           | 1 de julio de 1934       | 1 de mayo de 1939        | 218   | 71   | 98   | 49  | 32.57% |
| Haydn Green           | 1 de mayo de 1939        | 1 de septiembre de 1947  | 50    | 13   | 28   | 9   | 26.00% |
| Billy McCandless      | 1 de noviembre de 1947   | 1 de julio de 1955       | 294   | 113  | 120  | 21  | 38.44% |
| Don Burgess           | 1 de julio de 1955       | 1 de agosto de 1958      | 129   | 50   | 57   | 22  | 38.76% |
| Trevor Morris         | 1 de agosto de 1958      | 31 de mayo de 1965       | 327   | 112  | 138  | 77  | 34.25% |
| Glyn Davies           | 1 de junio de 1965       | 1 de octubre de 1966     | 57    | 16   | 26   | 15  | 28.07% |
| Billy Lucas           | 1 de febrero de 1967     | 1 de marzo de 1969       | 96    | 33   | 39   | 24  | 34.38% |
| Roy Bentley           | 1 de agosto de 1969      | 16 de octubre de 1972    | 153   | 56   | 52   | 45  | 36.60% |
| Harry Gregg           | 1 de noviembre de 1972   | 1 de enero de 1975       | 101   | 34   | 44   | 23  | 33.66% |
| Harry Griffiths       | 1 de enero de 1975       | 29 de octubre de 1977    | 126   | 53   | 45   | 28  | 42.06% |
| Harry Griffiths       | 22 de noviembre de 1977  | 1 de febrero de 1978     | 9     | 4    | 3    | 2   | 44.44% |
| John Benjamin Toshack | 1 de febrero de 1978     | 29 de octubre de 1983    | 250   | 104  | 87   | 59  | 41.60% |
| Doug Livermore        | 29 de octubre de 1983    | 21 de diciembre de 1983  | 8     | 1    | 6    | 1   | 12.50% |
| John Benjamin Toshack | 21 de diciembre de 1983  | 4 de marzo de 1984       | 11    | 2    | 6    | 3   | 18.18% |
| Colin Appleton        | 16 de mayo de 1984       | 6 de diciembre de 1984   | 22    | 4    | 15   | 3   | 18.18% |
| John Bond             | 16 de diciembre de 1984  | 20 de diciembre de 1985  | 54    | 15   | 28   | 11  | 27.77% |
| Tommy Hutchison       | 21 de diciembre de 1985  | 1 de mayo de 1986        | 23    | 6    | 10   | 7   | 26.09% |
| Terry Yorath          | 12 de julio de 1986      | 2 de febrero de 1989     | 139   | 58   | 46   | 35  | 41.73% |
| Ian Evans             | 27 de febrero de 1989    | 13 de marzo de 1990      | 58    | 15   | 24   | 19  | 25.86% |
| Terry Yorath          | 15 de marzo de 1990      | 21 de marzo de 1991      | 51    | 15   | 26   | 10  | 29.41% |
| Frank Burrows         | 23 de marzo de 1991      | 31 de julio de 1995      | 230   | 85   | 81   | 64  | 36.96% |
| Bobby Smith           | 1 de agosto de 1995      | 8 de febrero de 1996     | 49    | 12   | 23   | 14  | 24.49% |
| Kevin Cullis          | 8 de febrero de 1996     | 14 de febrero de 1996    | 2     | 0    | 2    | 0   | 00.00% |
| Jimmy Rimmer          | 14 de febrero de 1996    | 22 de febrero de 1996    | 2     | 0    | 1    | 1   | 00.00% |
| Jan Mølby             | 22 de febrero de 1996    | 8 de octubre de 1997     | 80    | 31   | 33   | 16  | 38.75% |
| Micky Adams           | 9 de octubre de 1997     | 22 de octubre de 1997    | 3     | 0    | 3    | 0   | 00.00% |
| Alan Cork             | 22 de octubre de 1997    | 30 de junio de 1998      | 35    | 10   | 15   | 10  | 28.57% |
| John Hollins          | 1 de julio de 1998       | 12 de septiembre de 2001 | 170   | 63   | 60   | 47  | 37.06% |
| Colin Addison         | 13 de septiembre de 2001 | 7 de marzo de 2002       | 35    | 11   | 16   | 8   | 31.43% |
| Nick Cusack           | 8 de marzo de 2002       | 19 de septiembre de 2002 | 18    | 2    | 11   | 5   | 11.11% |
| Brian Flynn           | 19 de septiembre de 2002 | 18 de marzo de 2004      | 82    | 28   | 32   | 22  | 34.15% |
| Alan Curtis           | 18 de marzo de 2004      | 5 de abril de 2004       | 4     | 1    | 2    | 1   | 25.00% |
| Kenny Jackett         | 5 de abril de 2004       | 15 de febrero de 2007    | 156   | 69   | 47   | 40  | 44.23% |
| Roberto Martínez      | 24 de febrero de 2007    | 15 de junio de 2009      | 125   | 63   | 25   | 37  | 50.40% |
| Paulo Sousa           | 23 de junio de 2009      | 4 de julio de 2010       | 49    | 18   | 18   | 13  | 36.70% |
| Brendan Rodgers       | 16 de julio de 2010      | 1 de junio de 2012       | 55    | 30   | 16   | 9   | 54.54% |
| Michael Laudrup       | 15 de junio de 2012      | 4 de febrero de 2014     | 84    | 29   | 24   | 31  | 34.52% |
| Garry Monk            | 4 de febrero de 2014     | 9 de diciembre de 2015   | 74    | 28   | 16   | 30  | 36.36% |
| Alan Curtis           | 9 de diciembre de 2015   | 18 de enero de 2016      | 3     | 1    | 1    | 1   | 25.00% |
| Francesco Guidolin    | 18 de enero de 2016      | 3 de octubre de 2016     | 0     | 0    | 0    | 0   | 36.00% |
| Bob Bradley           | 3 de octubre de 2016     | 27 de diciembre de 2016  | 11    | 2    | 2    | 7   | 18.00% |
| Paul Clement          | 3 de enero de 2017       | 20 de diciembre de 2017  | 37    | 12   | 5    | 20  | 32.43% |
| Carlos Carvalhal      | 20 de diciembre de 2017  | 18 de mayo de 2018       | 24    | 8    | 8    | 8   | 33.33% |
| Graham Potter         | 11 de junio de 2018      | 20 de mayo de 2019       | 51    | 21   | 11   | 9   | 41.18% |
| Steve Cooper          | 13 de junio de 2019      | 21 de julio de 2021      | 105   | 47   | 28   | 30  | 44.76% |
| Russell Martin        | 1 de agosto de 2021      | 21 de junio de 2023      | 99    | 36   | 26   | 37  | 36.36% |
| Michael Duff          | 22 de junio de 2023      | 4 de diciembre de 2023   | 21    | 6    | 6    | 9   | 28.57% |
| Luke Williams         | 5 de enero de 2024       | 17 de febrero de 2025    | 58    | 19   | 11   | 28  | 32.76% |
| Alan Sheehan          | 18 de febrero de 2025    |                          |       |      |      |     |        |

## Otras secciones y filiales

### Swansea City Reserves
El Swansea City AFC Reserves es el equipo filial del Swansea City. Fue fundado en 1913 y desde 2003 juega en la Wales & West Division, correspondiente al segundo nivel de la competición de filiales inglesa. En sus orígenes el club jugaba en la Welsh Football League, competición antecesora de la Welsh Premier League.

### Swansea City Ladies
El Swansea City Ladies es el equipo femenino del Swansea City. Fue fundado en el año 2002 y milita en la Welsh Premier League (máximo nivel del fútbol femenino galés). Ha conseguido dos títulos de liga (2010 y 2011) y uno de copa (2011).

## Palmarés
Copa de la Liga (1): 2012-13

## Torneos nacionales

### Inglaterra
- Copa de la Liga de Inglaterra (1): 2012-13.
- Football League Trophy (2): 1994, 2006.
- The Championship o Antecesores:
  - Ganador de la eliminatoria (1): 2010–11
- League One o Antecesores (3): 1924-25, 1948-49, 2007-08.
- League Two o Antecesores:  1999-00.
  - Ganador de la eliminatoria (1): 1987–88

### Gales
- Welsh Cup (10): 1913, 1932, 1950, 1961, 1966, 1981, 1982, 1983, 1989, 1991.
- FAW Premier Cup (2): 2005, 2006.